# Šváb (rybník)
Šváb (Švábský rybník) je rozsáhlá vodní plocha, která se nachází poblíž Českých Heřmanic, severně od vesnice Horky. Leží v okrese Ústí nad Orlicí, ovšem těsně za hranicí s okresem Svitavy. Jeho rozloha činí přibližně 15,5 ha, měřeno v základní mapě 1:10000, udáváno je 16,8 ha. Rybník je nejdolejší ze soustavy rybníků na potoce Labuťka (povodí říčky Loučná), nad ním následuje rybník Heřmánek a Velký netřebský rybník. Rybníky jsou také napájeny kanálem od Končinského potoka. Potok Labuťka vlastně vzniká také jako kanál odbočující z Končinského potoka nad vesnicí Netřeby a pod soustavou rybníků pak ústí do Sloupnického potoka ve vesnici Tisová. Ve vesnici Netřeby pak nad Velkým Netřebským rybníkem leží ještě drobný Malý netřebský rybník. Rybníky byly budovány v této oblasti už v 15. století a rybník Šváb patří k těm starším. V některých mapách se můžeme setkat se jménem Švábský rybník nebo Podšváb, u rybníka se nachází malá osada Podšvábí. Rybník je domovem některých vodních ptáků a bahňáků nebo jim slouží v době tahu. Také se zde vyskytují běžné vodní rostliny, alespoň v minulosti byl zaznamenán např. Rdestík hřebenitý (Potamogeon pectinatus).

## Galerie

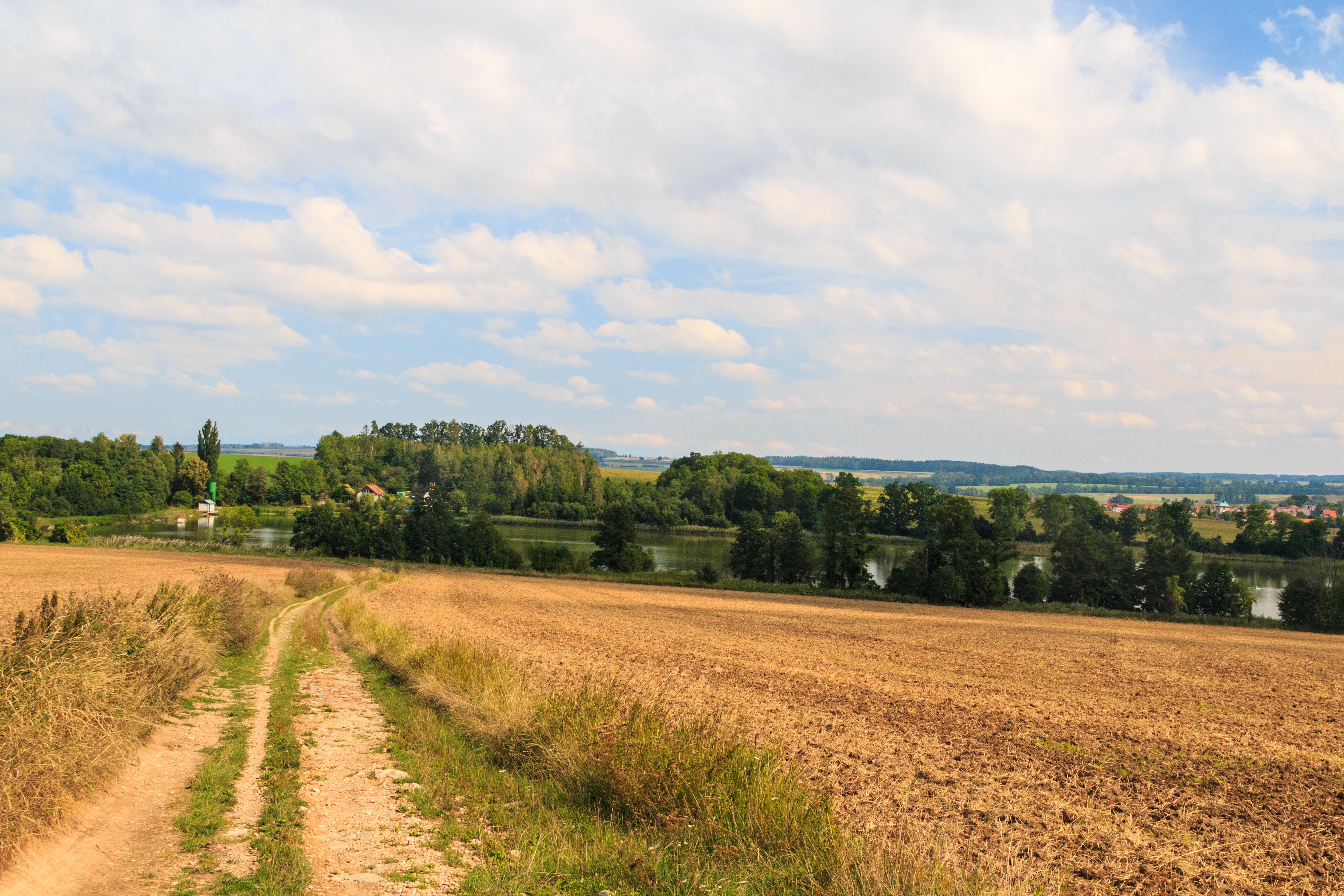
pohled na Švábský rybník
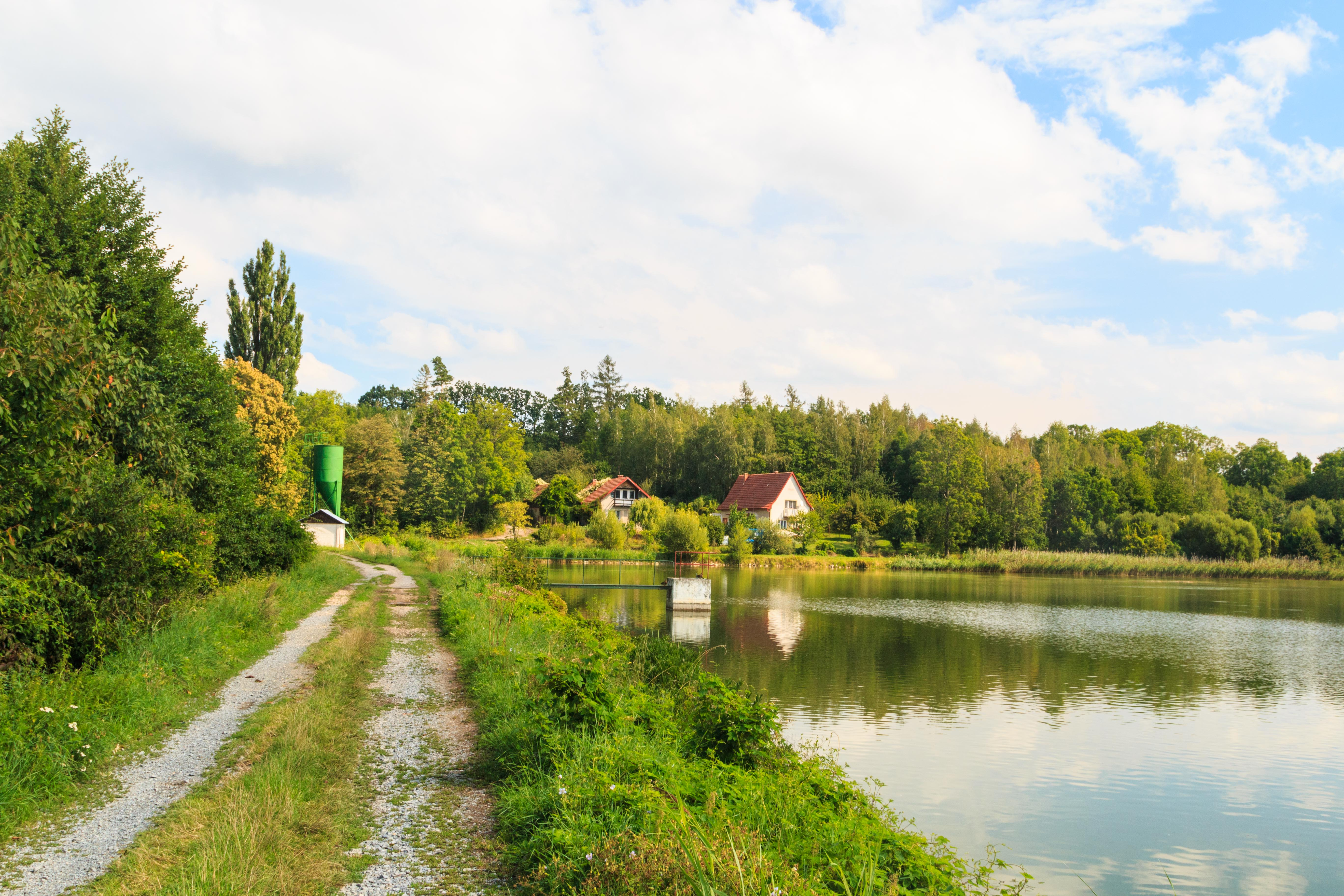
pohled na Švábský rybník
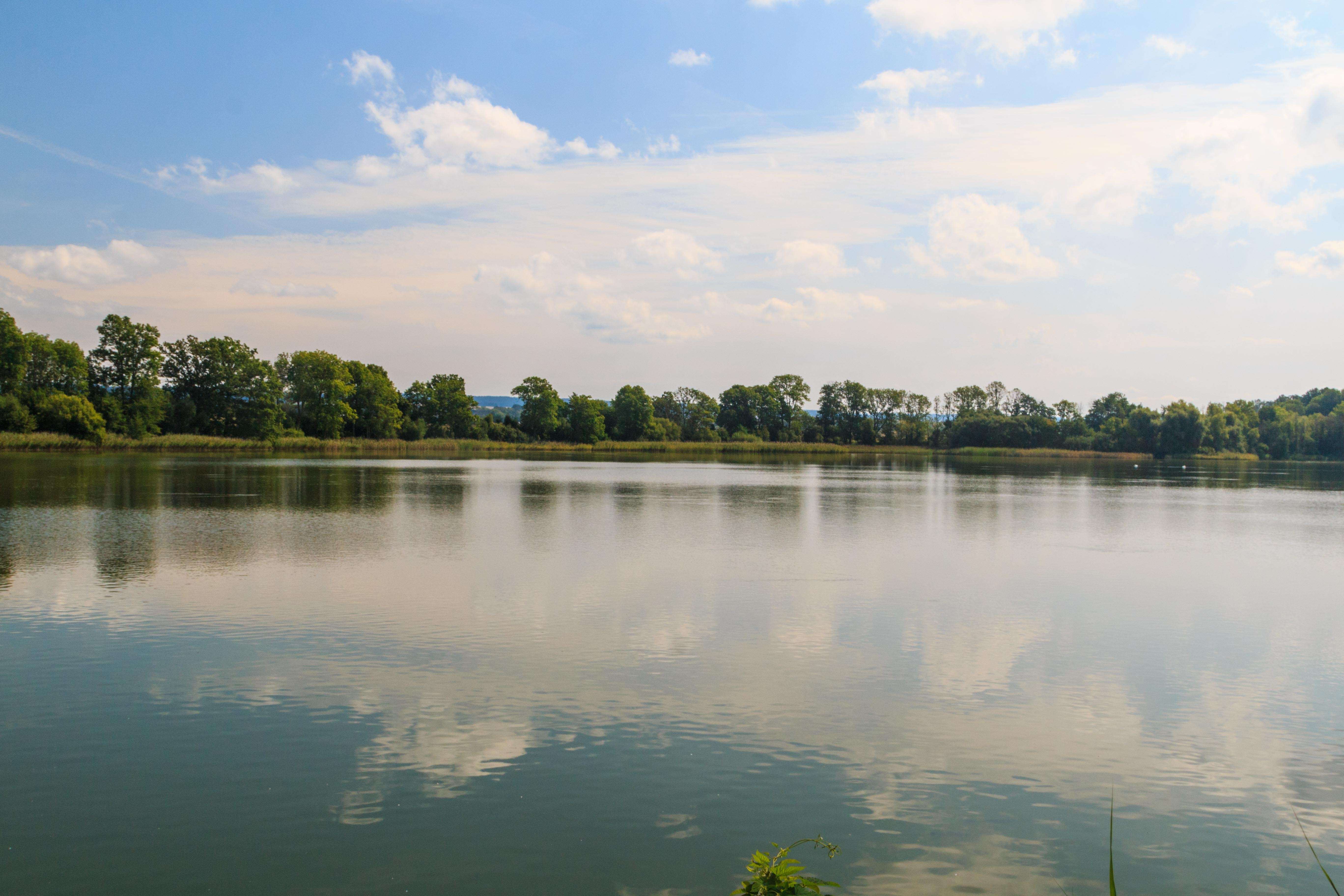
pohled na Švábský rybník
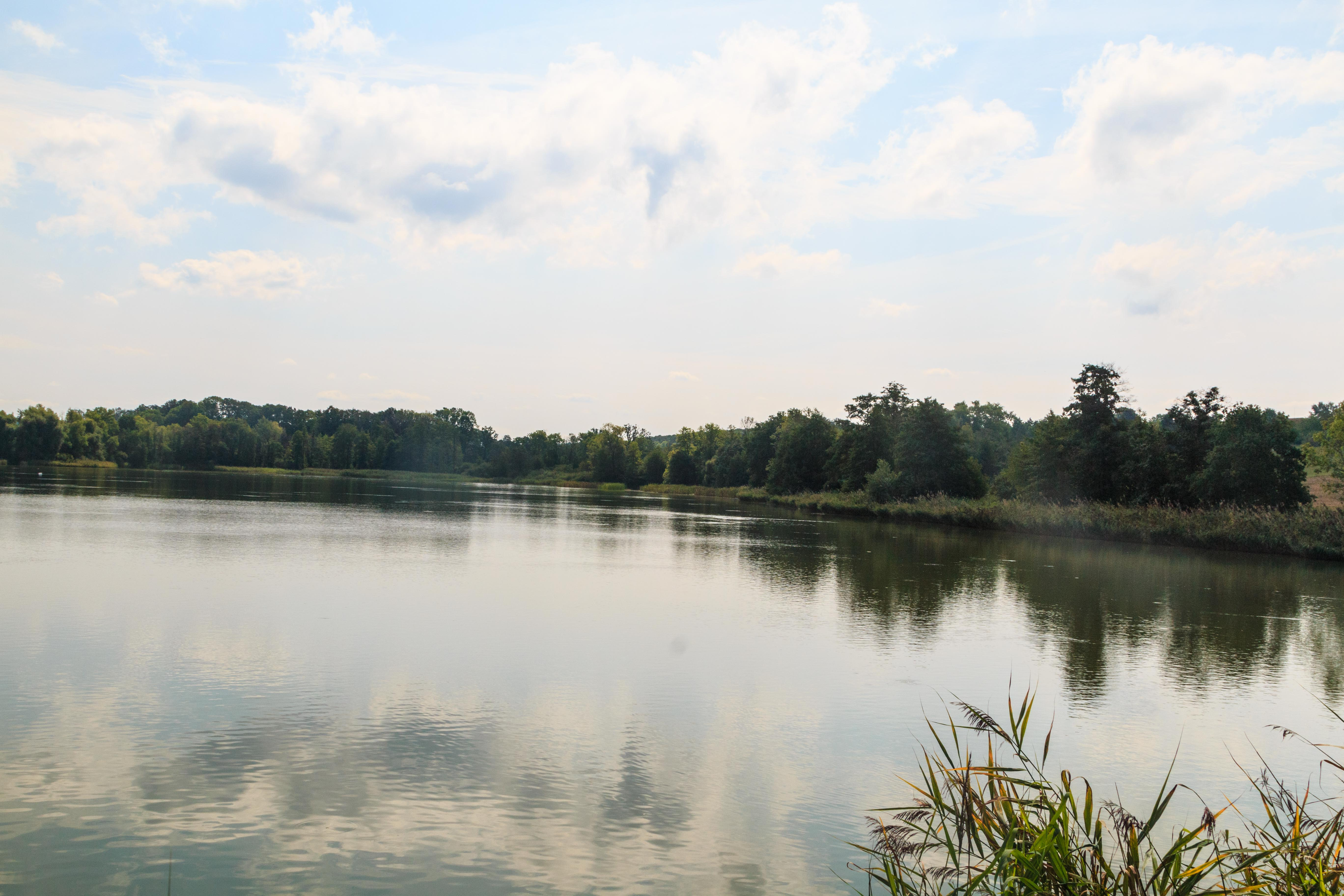
pohled na Švábský rybník
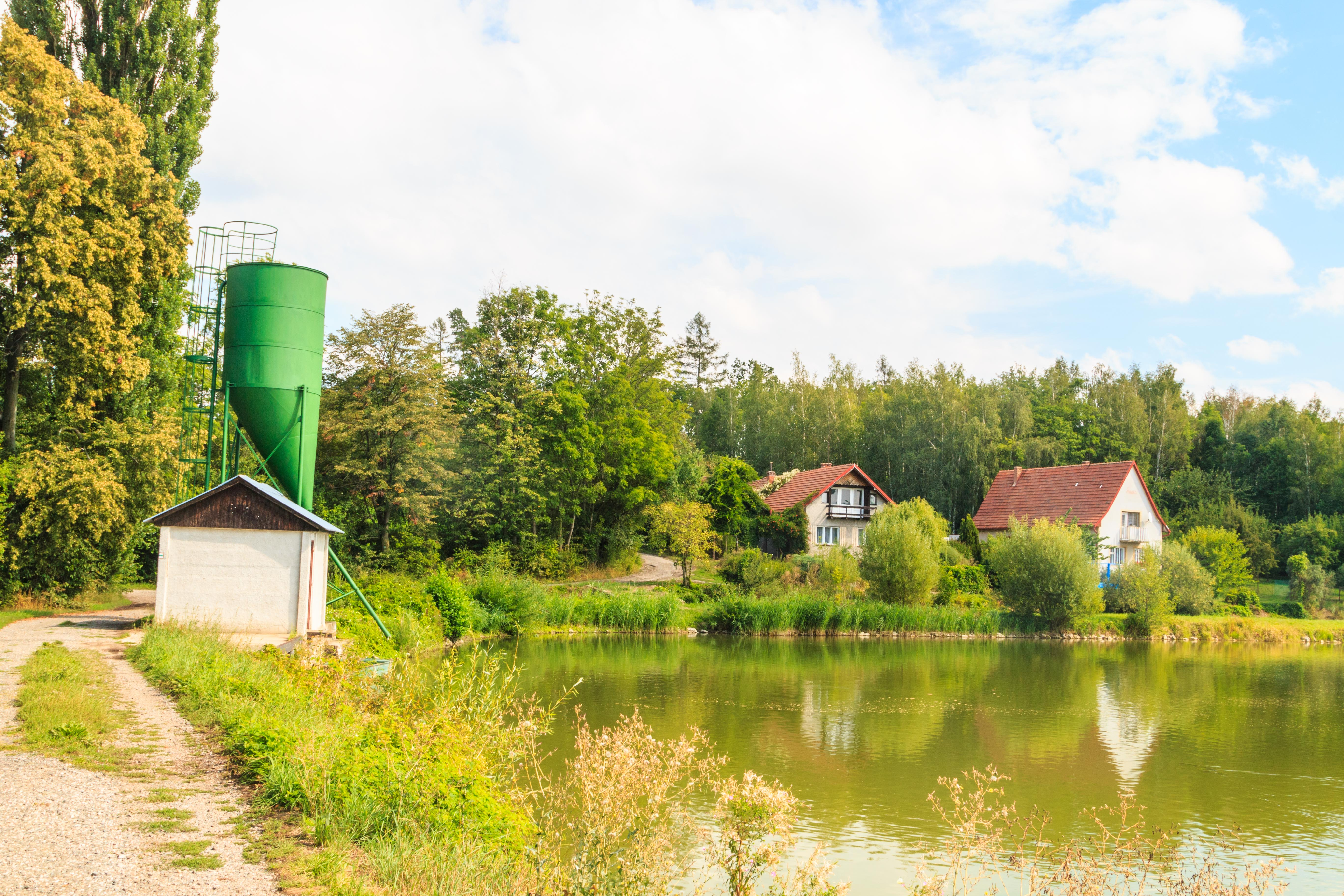
pohled na Švábský rybník